# 川崎春彦
川﨑 春彦（かわさき はるひこ、1929年3月17日 - 2018年10月2日）は、日本画家。位階は従四位。日本藝術院会員。

## 経歴
東京都杉並区出身。父は川﨑小虎。父方の曽祖父は川崎千虎。兄は川崎鈴彦という日本画家の一家に生まれ、長女の川崎麻児も日本画家となった。親戚に元京成電鉄社長の川﨑千春。
父と義兄の東山魁夷に師事。東京美術学校（現東京藝術大学）卒。日展を中心に日本画院展、日本美術協会展などで活躍。
戦時中に父・小虎などと一家で山梨県中巨摩郡落合村（現・南アルプス市）へ疎開し、復員してきた兄・鈴彦や義兄・東山魁夷などと共に自然の写生を励んだことから画才が開いた。代表作の「朝明けの湖」など、力強い色彩による自然の生命力あふれる風景画で知られ、特に富士山を描いた多くの作品を残した。晩年にはパステル画の制作にも取り組んだ。この他、麻布高等学校の美術教師として橋本龍太郎や中川雅治などの同校生徒を教えたほか、横綱審議委員会委員など美術界以外での社会活動も行った。1994年11月に貴乃花光司が第65代横綱に昇進すると、左に太陽、右に月が浮かぶ赤富士を描いた3枚一組の化粧廻しを制作し、貴乃花はこれを同年11月26日の明治神宮奉納土俵入りで初披露した。
生前及び没後にしばしば展示会が開かれているほか、2021年11月から2022年3月までは市川市東山魁夷記念館において川崎春彦を含む「川﨑家の系譜－東山魁夷と川﨑家の画家たち」展が、生前に春彦を含む川崎家と親交の深かった山本憲治が代表を務めていたリベラ株式会社の所蔵コレクションを基に開催された。

### 年譜
- 1950年 東京美術学校日本画科を卒業。
- 1961年 第4回日展特選。
- 1964年 第7回日展特選。
- 1971年 第1回山種美術館展人気賞。
- 1980年 日展評議員就任。
- 1983年「野」で日展文部大臣賞。
- 1985年 建造中の両国国技館内の天皇貴賓室に絵画を依頼される。
- 1990年 横綱審議委員会委員を務める（2003年まで）。
- 2005年「朝明けの湖」で日本芸術院賞・恩賜賞。
- 2006年 日本芸術院会員。
- 2013年 紺綬褒章受章（2回目）。
- 2018年 旭日中綬章受章[11]。
- 2018年10月2日 老衰のため死去。叙従四位[12]。